# Davidi Kitai
Davidi Kitai est un joueur de poker belge, né le 28 septembre 1979 à Anvers. Il a gagné trois bracelets aux World Series of Poker. Il est le joueur belge ayant remporté le plus d'argent en tournoi live.

## Biographie
Le père de Davidi s'installe à Los Angeles avec sa famille lorsque Davidi est âgé de un an. Son père y investit de l'argent, joue au poker occasionnellement, mais le rêve américain se passe mal et la famille rentre en Belgique quelques années plus tard. Dans sa jeunesse, Davidi pratique le football au Racing White Daring de Molenbeek jusqu'à l'age de 16 ans. Il fait des études d'économie, puis à l'âge de 22 ans, part aux États-Unis avec des amis, où il découvre le poker. En revenant en Belgique, ses amis et lui créent une boutique à Bruxelles, un projet qui échouera. Il commence alors à jouer davantage au poker, notamment sur Internet en 2003 sous le pseudo de Kitbul.
Son premier résultat significatif en live a lieu en 2006 à l'Aviation Club de France, lors du tournoi 1 000 € EFOP Gold Championship, une 1re place pour un gain de 30 610 €
.
En 2008, il intègre l'équipe Pro de Winamax, et remporte la même année son premier bracelet WSOP aux World Series of Poker de 2008, lors du tournoi 2 000 $ Pot Limit Hold'em. Cette première place lui rapporte 244 583 $. C'est le premier bracelet belge, et le premier du Team Winamax.
Le 2 mars 2011, il remporte le WPT Celebrity Invitational à Los Angeles pour 100 000 € (74 500 $ + un ticket de 25 500 $ pour la finale du WPT World Championship).
Le 21 avril 2012, il remporte l'EPT Berlin pour 712 000 € après un heads-up exceptionnel contre Andrew Chen.
 Lors de ce duel, il fait plusieurs hero call remarquables : 
- un call avec hauteur As alors que son adversaire le sur-relance à la river[5].
- un call avec une paire de cinq alors que son adversaire le pousse à tapis à la river[6].

Ses amis lui attribuent le surnom « Le Génie ». Il est le premier Belge vainqueur d'un tournoi EPT, et complète par la même occasion la Triple couronne en ayant remporté un titre WPT, un titre WSOP et un titre EPT (il rejoint ainsi Bertrand Grospellier, Roland De Wolfe (en), Jake Cody (en) et Gavin Griffin (en) dans ce cercle très fermé). Il déclare en 2014 que ce tournoi EPT Berlin 2012 est son meilleur souvenir de poker.
Le 9 juin 2013, il remporte son second bracelet WSOP lors de l'épreuve 5000 $ Pot Limit Hold'em des World Series of Poker 2013.
Le 12 juin 2014, il remporte son troisième bracelet WSOP lors de l'épreuve 3000 $ No Limit Hold'em Six Handed pour un gain de 508 640 $. En table tv, il se fait remarquer par un hero call hauteur Dame, face à un 3-barrel de Gordon Vayo.

Cette année est aussi marquée par ses débuts dans les tournois High Rollers. D'abord à l'EPT 10 - Monte Carlo, avec une 3e place sur 159 au 25000 € No Limit Hold'em - High Roller 8 Max (gain 728 692 $), et ensuite deux résultats au Asia Championship of Poker : 8e sur 52 au 64400 $ Super High Roller (gain 312 091 $) et 5e sur 83 au 32200 $ No Limit Hold'em - High Roller (gain 201 469 $).
En octobre 2015, il termine runner-up du High Roller des World Series of Poker Europe Berlin, s'inclinant en finale contre Jonathan Duhamel et empochant tout de même 342 620 $.
En juin 2016, aux WSOP, il termine de nouveau runner-up du 10,000 No Limit Hold'em 6-Handed face à Martin Kozlov. (gain 411 441 $).
En 2017, il fait notamment une 4e place sur 50 au 26000$ No Limit Hold'em des Pokerstars Championship de Macao pour 165 987 $, mais ne fait pas de résultats sur ses gros buy-in à 100 000 € ou 50 000 €, et déclare que 2017 est une année perdante : en tournoi, il cumule 430 000 € de gain pour environ 600 000 € investis.
En 2018, lors des tournois partypoker MILLIONS de Barcelone, il remporte le 25000€ Super High Roller pour un gain de 700 000 €, et termine 7e du 10000 € Main Event pour un gain de 325 000 €.
Le 6 aout 2018, il annonce la naissance de sa fille sur le blog de winamax.
Davidi Kitai est le joueur belge ayant cumulé le plus de gains en tournoi avec un total dépassant les 10 499 000 $.
| Date              | Tournoi                                                      | Position | Gains (USD) |
| ----------------- | ------------------------------------------------------------ | -------- | ----------- |
| 16 décembre 2006  | 1 000 € EFOP Gold Championship - No Limit Hold'em            | 1        | 40 813 $    |
| 6 juillet 2007    | WSOP 2007 10 000 $ Main Event No Limit Hold'em               | 404      | 34 664 $    |
| 28 août 2007      | 7 700 € EPT Barcelona Open                                   | 11       | 62 844 $    |
| 23 juin 2008      | WSOP 2008 2 000 $ Pot Limit Hold'em                          | 1        | 244 546 $   |
| 26 juin 2008      | WSOP 2008 5 000 $ No Limit Hold'em                           | 6        | 120 693 $   |
| 15 septembre 2008 | EPT Barcelona 2008 Main Event 8 000 € No Limit Hold'em       | 3        | 455 000 €   |
| 23 juin 2009      | WSOP 2009 10 000 $ Pot Limit Hold'em                         | 4        | 183 638 $   |
| 2 mars 2011       | WPT Celebrity Invitational                                   | 1        | 100 000 $   |
| 21 avril 2012     | 5 300€ EPT Berlin Main Event                                 | 1        | 712 000 €   |
| 11 juin 2013      | WSOP 2013 5 000 $ Pot Limit Hold'em                          | 1        | 224 560 $   |
| 30 avril 2014     | EPT Monte Carlo High Roller 25 500 $ No Limit Hold'em        | 3        | 728 692 $   |
| 5 juin 2014       | WSOP 2014 3 000 $ Six-Max No Limit Hold'em                   | 1        | 508 640 $   |
| 21 octobre 2015   | WSOPE Berlin 25 600 € High Roller No Limit Hold'em           | 2        | 342 620 €   |
| 23 juin 2016      | WSOP 2016 10,000 $ No Limit Hold'em 6-Handed                 | 2        | 411 441 $   |
| 8 avril 2018      | MILLIONS Barcelona 25000€ No Limit Hold'em Super High Roller | 1        | 700 000 €   |
| 11 avril 2018     | MILLIONS Barcelona 10000 € No Limit Hold'em Main Event       | 7        | 325 000 €   |